# 斯姆巴特·勒普提安
斯姆巴特·勒普提安（1958年2月14日—），亚美尼亚国际象棋棋手、特级大师。
勒普提安曾于1978年、1980年、1998年、2001年四度获得亚美尼亚国际象棋冠军。2006年，他作为亚美尼亚队的一员获得了国际象棋奥林匹克团体金牌。2002年，他创办了亚美尼亚棋艺学院（Chess Academy of Armenia）并出任院长。